# 银柴胡
银柴胡（学名：Stellaria dichotoma var. lanceolata）为石竹科繁缕属下的一个变种。

## 外部連結
- 銀柴胡 中藥材圖像數據庫  (香港浸會大學中醫藥學院) （中文）（英文）
- 銀柴胡 Yin Chai Hu （页面存档备份，存于） 中藥標本數據庫 (香港浸會大學中醫藥學院) （繁體中文）（英文）